# Nicholas Hannen

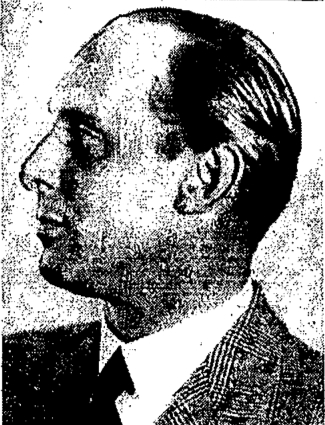
Nicholas Hannen, ator

Nicholas James "Beau" Hannen, OBE (1 de maio de 1881 – 25 de junho de 1972) foi um ator britânico, que atuou em séries de obras musicais e filmes. Nasceu e faleceu em Londres, Inglaterra.

## Filmografia selecionada
- The Man They Couldn't Arrest (1931)
- F.P.1 (1933)
- Murder at the Inn (1934)
- The Dictator (1935)
- The Adventures of Quentin Durward (1955)
- Richard III (1955)
- Sea Wife (1957)
- Rx for Murder (1958)
- Dunkirk (1958)
- Francis of Assisi (1961)
- Term of Trial (1962)